# شيروود اغبرت
شيروود اغبرت (بالإنجليزية: Sherwood Egbert)‏ هو رائد أعمال أمريكي، ولد في 24 يوليو 1920 في إيستون في الولايات المتحدة، وتوفي في 1969.